# Szvetiszláv Sasics
Szvetiszláv Sasics (Sátoraljaújhely, Hungría; 19 de enero de 1948-Budapest, 13 de mayo de 2025) fue un pentatleta húngaro.

## Carrera
A nivel nacional fue campeón en dos ocasiones, en 1976 y 1978. A nivel olímpico solo participó en la edición de Montreal 1976 donde ganó la medalla de bronce en la modalidad por equipos junto a Tamás Kancsal y Tibor Maracskó, siendo superado por Gran Bretaña que ganó la medalla de oro y por Checoslovaquia que ganó la medalla de plata.
También fue campeón mundial en la edición de 1975 en México.